# Willingen
Willingen je obec nacházející se na severozápadě Hesenska v Německu, 80 km na západ od Kasselu. Leží na řece Hoppecke v pohoří Rothaargebirge, nejvyšším bodem je Langenberg (843 metrů nad mořem). Obec je součástí přírodního parku Diemelsee.
První písemná zmínka o Willingenu pochází z roku 1380. Místo bylo známé díky těžbě břidlice, bývalý důl slouží jako muzeum. V roce 1916 vznikl železniční viadukt, který je dominantou obce. Do roku 1929 byla vesnice součástí Svobodného státu Waldeck. Obec Willingen vznikla v roce 1974 a v roce 1987 jí byla udělena vlajka.
Ve dvacátém století se Willingen rozvíjel jako klimatické lázně a středisko zimních sportů. V roce 1951 byl vybudován můstek pro skoky na lyžích Mühlenkopfschanze, který hostí závody Světového poháru.
V roce 1952 se ve Willingenu konala Světová misijní konference.